# عسکروو (شهرستان بورزیانسکی، باشقیرستان)
عسکروو (انگلیسی: Askarovo, Burzyansky District, Republic of Bashkortostan) یک شهرک در شهرستان بورزیانسکی باشقیرستان کشور روسیه است.